# Dušan Spáčil (diplomat)
Dušan Spáčil (17. května 1929, Brno – 3. března 2003, Praha) byl československý komunistický diplomat, velvyslanec v USA (1971–1975), náměstek ministra zahraničí (1975–1983) a velvyslanec v SRN (1983–1988).

## Život

### Rodinné zázemí
Dušan Spáčil se narodil 17. května 1929 v Brně do rodiny Bedřicha Spáčila (1898–1974) a jeho manželky Sparty, která byla Italka. Během první světové války narukoval jeho otec do rakousko-uherské armády, poté přeběhl na italskou stranu a v letech 1918 až 1919 byl příslušníkem Československých legií v Itálii. Po první světové válce Bedřich Spáčil působil jako ekonom. Za druhé světové války se účastnil protiněmeckého odboje. V letech 1946 až 1947 byl komunistickým poslancem Ústavodárného Národního shromáždění. Na to zastával nějakou dobu funkci náměstka ministra financí a pak byl profesorem finančního práva na Právnické fakultě Univerzity Karlovy.

### Studia
Ke konci druhé světové války se Dušan Spáčil zapojil do protiněmeckého odboje. Do KSČ vstoupil v červnu roku 1945. Po skončení středoškolského studia a složení maturity na reálné škole zahájil v roce 1948 právnická studia na Právnické fakultě Univerzity Karlovy, později pokračoval i v Kyjevě a v roce 1954 získal titul JUDr. na státní univerzitě v Moskvě.

### Diplomatická kariéra
V československé komunistické diplomacii působil JUDr. Dušan Spáčil od srpna roku 1956 až do začátku roku 1990, kdy odešel do starobního důchodu. Svoji kariéru odstartoval v letech 1956 až 1960 ve funkci III. tajemníka stálé mise ČSR u OSN v New Yorku. Následně pracoval krátké období v Odboru mezinárodních organizací ministerstva zahraničních věcí (OMO MZV). V první polovině šedesátých let 20. století (přesněji od roku 1962 do roku 1964) působil na nižší diplomatické pozici na zastupitelském úřadu ve Vídni jako I. tajemník – referent pro záležitosti MAAE. Následující tři roky (od září 1964 do září 1967) strávil na československém velvyslanectví v Moskvě kde byl zpočátku I. tajemníkem a později zastával funkci rady velvyslanectví. Po skončení diplomatické mise v Moskvě byl v Praze znovu zařazen do Odboru mezinárodních organizací ministerstva zahraničních věcí (OMO MZV), kde jej zastihly i události Pražského jara 1968, během nichž patřil JUDr. Dušan Spáčil k obhájcům tzv. „starých pořádků“ (tj. ke konzervativnímu křídlu KSČ).
Po nástupu ministra Jána Marka na ministerstvo zahraničních věcí v roce 1969 se Dušan Spáčil stal členem jeho užšího kabinetu; v letech 1970 až 1971 pak Dušan Spáčil řídil Odbor mezinárodních organizací ministerstva zahraničních věcí (OMO MZV).
Funkci velvyslance v USA zastával v době od listopadu 1971 až do dubna 1975 a po návratu zpět do Prahy se v květnu roku 1975 stal náměstkem ministra zahraničních věcí ČSSR Bohuslava Chňoupka. Bohuslav Chňoupek vykonával tuto funkci v letech 1971 až 1988, měl pět náměstků a Dušan Spáčil pro něj pracoval v této funkci až do března 1983.
Pozici velvyslance v SRN zastával od dubna 1983 do konce roku 1988. Po návratu do Prahy byl jmenován ředitelem Ústavu mezinárodních vztahů (ÚMV). V této funkci jej zastihla sametová revoluce v listopadu 1989 a tak se JUDr. Dušan Spáčil vepsal do historie této instituce jako její poslední komunistický ředitel. Funkci vykonával až do února 1990, kdy odešel do starobního důchodu.

### Aktivity v důchodu
Čas ve starobním důchodu věnoval zejména amatérskému malování, psaní memoárů a dalších knih.

#### Výtvarné aktivity
Ve druhé polovině roku 1981 vystavoval Dušan Spáčil svoje obrazy a kresby na autorské výstavě v Černínském paláci v Praze. O této výstavě informovalo periodikum Výtvarná kultura (vydávané Svazem českých výtvarných umělců) v roce 1981 (v ročníku 5, čísle 5) ve stati s názvem: Obrázky z domova i ciziny perem, tužkou, olejem i akavrelem [sic!], které vždy na místě zobrazeném k potěše sobě i přátelům nakreslil a namaloval Dušan Spáčil.
Některé své texty související s výtvarným uměním publikoval Dušan Spáčil v kolektivním katalogu k výstavě Nationalgalerie Prag: Die Geschichte einer Sammlung (Von der Gotik bis zur klassischen Moderne) (Národní galerie Praha: Dějiny sbírky (Od gotiky ke klasické moderně)) konané v roce 1988 a také v kolektivním katalogu k výstavě Tschechische Malerei heute (České malířství v současnosti) v roce 1989.
Dušan Spáčil je také autorem úvodních proslovů k autorské výstavě sochaře, malíře a řezbáře Vladimíra Preclíka Farbige Skulpturen (Barevné plastiky) (přelom let 1983/1984) a k autorské výstavě malíře, grafika a ilustrátora Josefa Lieslera Kontinuität und Wandel im Werk des Prager Künstlers (Kontinuita a změna v díle pražského umělce), která se konala koncem roku 1989 v německém Dortmundu.

#### Publikační činnost
V roce 1995 vyšla jeho obsáhlá memoárová kniha My z Černína, jež je označována za výrazně apologetickou a kde popisuje svoje vzpomínky na studia v Moskvě, svoje působení v New Yorku, na velvyslanectví v Moskvě, ale i na pražské jaro 1968. Rovněž se v této vzpomínkové knize věnuje etapě svého působení ve funkci velvyslance v USA ve Washingtonu (1971–1975), době, kdy byl náměstkem ministra zahraničních věcí (1975–1983) a nevynechává ani svoje angažmá coby velvyslance ČSSR v SRN (1983–1988). V roce 1997 vyšla další Spáčilova (poněkud útlejší) kniha Alpinský klobouk, pojednávající o vzniku a bojích československých legií na frontě první světové války v Itálii.

### Rodinný život
JUDr. Dušan Spáčil byl ženatý; jeho manželka Růžena (* 1928) pracovala jako učitelka. V roce 1956 se jim narodil prvorozený syn Dušan a o deset let později druhorozený syn Aleš.

## Publikační činnost
- SPÁČIL, Dušan. My z Černína: paměti československého diplomata. Vydání 1. Praha: Periskop, 1995. 357 stran, 16 nečíslovaných stran obrazových příloh. ISBN 80-901746-8-X.
- SPÁČIL, Dušan. Alpinský klobouk: vznik a boje československé legie v Itálii. Kojetín: KATOS, 1997. 103 stran; ISBN 80-902218-6-6.
- SPÁČIL, Dušan. Osudy socialismu: (pokus o analýzu). I. Říčany u Prahy: Orego, 1998. 39 stran; ISBN 80-86117-16-2.
- SPÁČIL, Dušan. Hovory z krkonošské hospody. Říčany u Prahy: Orego, 2001. 115 stran; ISBN 80-86117-46-4.

## Posloupnosti
| Velvyslanci ČSSR v USA                 | Velvyslanci ČSSR v USA | Velvyslanci ČSSR v USA              |
| -------------------------------------- | ---------------------- | ----------------------------------- |
| Předchůdce: 1969–1972 Ivan Roháľ-Iľkiv | 1972–1976 Dušan Spáčil | Nástupce: 1976–1982 Jaromír Johanes |

| Velvyslanci ČSSR v SRN                                | Velvyslanci ČSSR v SRN                                 | Velvyslanci ČSSR v SRN                                               |
| ----------------------------------------------------- | ------------------------------------------------------ | -------------------------------------------------------------------- |
| Předchůdce: 25. dubna 1974 – 25. dubna 1983 Jiří Götz | 26. dubna 1983 – 11. listopadu 1989 JUDr. Dušan Spáčil | Nástupce: 20. února 1990 – 29. listopadu 1990 Dr. Milan Kadnár, CSc. |